# Rosso relativo
Rosso relativo è il primo album in studio del cantautore italiano Tiziano Ferro, pubblicato il 26 ottobre 2001.
L'album è stato realizzato anche in lingua spagnola con il titolo Rojo relativo e pubblicato il 4 marzo 2002 in Spagna e in America Latina. La produzione artistica ed esecutiva è di Alberto Salerno e Mara Maionchi per la Nisa s.r.l.

## Descrizione
È tuttora il maggior successo commerciale dell'artista, con oltre due milioni e mezzo di copie vendute nel mondo. Ha ottenuto ottimi piazzamenti anche nelle classifiche delle radio d'oltreoceano. I brani contenuti nel disco, in particolare il singolo Xdono, hanno fatto conoscere Ferro al grande pubblico. Nel 2002 Xdono si è posizionato al terzo posto tra i singoli più venduti dell'anno in Europa, dopo Eminem e Shakira.
Il disco contiene un sistema di protezione anticopia, il Cactus Data Shield 200, che installa file .dll assimilabili a spyware quando inserito nel PC.
Nel 2003 la versione spagnola di Imbranato, Alucinado, venne inserita nella colonna sonora della telenovela brasiliana Mulheres apaixonadas, mentre il brano Boom Boom fu impiegato nella serie televisiva italiana Un papà quasi perfetto.
Il 29 luglio 2016 la Carosello Records ha ripubblicato l'album in formato CD, mentre il 23 settembre dello stesso anno per la prima volta anche in formato LP. Il 26 ottobre 2021, in occasione del ventesimo anniversario dell'album, la stessa etichetta ne ha pubblicato una speciale edizione celebrativa, disponibile in un primo momento solo per il download digitale. Per il formato fisico è stato pubblicato, il 29 ottobre in vinile e il 5 novembre in CD, un corrispondente cofanetto costituito da tre dischi: Rosso relativo e Rojo relativo, in versione rimasterizzata, e un disco extra con le diverse tracce bonus tra alcuni remix e quasi tutte le versioni internazionali dei brani, a esclusione della versione francese di Rosso relativo.

## Tracce
Testi e musiche di Tiziano Ferro, eccetto dove indicato.

### Rosso relativo
1. Le cose che non dici – 3:56
2. Rosso relativo – 4:00
3. Xdono – 3:59
4. Imbranato – 5:01
5. Di più – 3:55
6. Mai nata – 3:49
7. Primavera non è + – 3:03
8. Il confine – 4:10
9. Boom Boom – 4:17 (testo: Tiziano Ferro, Alberto Salerno)
10. L'olimpiade – 3:40
11. Soul-dier – 4:32
12. Il bimbo dentro – 4:35

Traccia bonus
1. Extended Bug Version – 1:56

Traccia bonus (edizione internazionale)
1. Perdono (English Version) – 3:59

Tracce bonus (Brasile, Portogallo)
1. Apaixonado (Imbranato Portuguese Version) – 5:01
2. Perdoa (Xdono Portuguese Version) – 3:59
3. Romance relativo (Rosso relativo Portuguese Version) – 4:00

Tracce bonus (Europa dell'est)
1. Perdono (English Version) – 3:59
2. Imbranato (Italian Version) – 5:01
3. Imbranato (Italian/French Version) – 5:01
4. Alucinado (Imbranato Spanish Version) – 5:01

Francia – 1ª versione
1. Le cose che non dici – 3:56
2. Rosso relativo – 4:00
3. Perdono (Italian/French Version) – 3:59
4. Imbranato (Italian/French Version) – 5:01
5. Di più – 3:55
6. Mai nata – 3:49
7. Primavera non è + – 3:03
8. Il confine – 4:10
9. Boom Boom – 4:17 (testo: Tiziano Ferro, Alberto Salerno)
10. L'olimpiade – 3:40
11. Soul-dier – 4:32
12. Il bimbo dentro – 4:35
13. Perdono (Italian Album Version) – 4:01
14. Imbranato (Italian Album Version) – 5:01

Francia – 2ª versione
1. Le cose che non dici – 3:56
2. Rosso relativo – 4:00
3. Perdono (Italian/French Version) – 3:59
4. Imbranato – 5:01
5. Di più – 3:55
6. Mai nata – 3:49
7. Primavera non è + – 3:03
8. Il confine – 4:10
9. Boom Boom – 4:17 (testo: Tiziano Ferro, Alberto Salerno)
10. L'olimpiade – 3:40
11. Soul-dier – 4:32
12. Il bimbo dentro – 4:35
13. Perdono (Italian Album Version) – 4:01

### Rojo relativo
Gli adattamenti spagnoli sono di Ignacio Ballesteros Diaz.
America Latina
1. Las cosas que no dices – 3:56
2. Rojo relativo – 4:01
3. Perdona – 3:59
4. Alucinado – 5:03
5. Y más – 3:57
6. Si no hubiera nacido – 3:51
7. Primavera nunca fue – 3:04
8. El confín – 4:11
9. Boom Boom – 4:18
10. La olimpiada – 3:41
11. Soul-dier – 4:33
12. Il bimbo dentro – 4:36
13. Perdono (Versión en italiano) – 3:59

Spagna
1. Las cosas que no dices – 3:56
2. Rojo relativo – 4:01
3. Perdona – 3:59
4. Alucinado – 5:03
5. Y más – 3:57
6. Si no hubiera nacido – 3:51
7. Primavera nunca fue – 3:04
8. El confín – 4:11
9. Boom Boom – 4:18
10. La olimpiada – 3:41
11. Soul-dier – 4:33
12. Il bimbo dentro – 4:36
13. Imbranato (Versión en italiano) – 5:02
14. Alucinado (Obadam's Radio Edit) – 3:49
15. Alucinado (D-Menace Salsa Remix) – 4:29

Argentina e Messico
1. Las cosas que no dices – 3:56
2. Rojo relativo – 4:01
3. Perdona – 3:59
4. Alucinado – 5:03
5. Y más – 3:57
6. Si no hubiera nacido – 3:51
7. Primavera nunca fue – 3:04
8. El confín – 4:11
9. Boom Boom – 4:18
10. La olimpiada – 3:41
11. Soul-dier – 4:33
12. Il bimbo dentro – 4:36
13. Xdono (Versión en italiano) – 3:59
14. Imbranato (Versión en italiano) – 5:01
15. Rosso relativo (Versión en italiano) – 4:00

### Rosso relativo (Anniversary Edition)
CD 3 – Extra
1. Xdono (English Version) – 4:01
2. Xdono (French Version) – 4:01
3. Perdoa (Portuguese Version) – 4:00
4. Imbranato (French Version) – 4:42
5. Apaixonado (Portuguese Version) – 5:04
6. Romance relativo (Portuguese Version) – 4:03
7. Rosso relativo (Sigmatibet Remix) – 3:34
8. Xdono (Remix) – 3:45
9. Xdono (Carlos Jean Remix - Italian Version) – 3:33
10. Xdono (Carlos Jean Remix - Spanish Version) – 3:43
11. Xdono (Bug Version) – 1:47

## Formazione
Musicisti
- Tiziano Ferro – voce
- Davide Tagliapietra – chitarra
- Nicolò Fragile – tastiera e pianoforte
- Michele Canova – sintetizzatore, programmazione, arrangiamento
- Big Soul Mama Gospel Choir – coro (traccia 11)

Produzione
- Michele Canova – produzione, missaggio
- Alberto Salerno e Mara Maionchi – produzione esecutiva
- Antonio La Rosa – mastering

## Classifiche

### Classifiche settimanali
| Classifica (2002) | Posizione massima |
| ----------------- | ----------------- |
| Austria           | 7                 |
| Belgio (Fiandre)  | 30                |
| Belgio (Vallonia) | 18                |
| Francia           | 25                |
| Germania          | 9                 |
| Italia            | 5                 |
| Paesi Bassi       | 40                |
| Repubblica Ceca   | 25                |
| Spagna            | 22                |
| Svizzera          | 5                 |

### Classifiche di fine anno
| Classifica (2002) | Posizione |
| ----------------- | --------- |
| Belgio (Fiandre)  | 91        |
| Belgio (Vallonia) | 45        |
| Europa            | 37        |
| Francia           | 132       |
| Germania          | 42        |
| Italia            | 9         |
| Svizzera          | 9         |